# Until The Light Takes Us
Until The Light Takes Us es un documental del black metal noruego, lanzada en 2009, de los directores Aaron Aites y Audrey Ewell. La película incluye entrevistas a los pioneros del black metal de Noruega, incluyendo a Varg Vikernes, entrevistado en prisión, donde fue encarcelado por asesinato. La película tiene como objetivo revelar las verdades acerca de las quemas de iglesias y los asesinatos por un grupo de jóvenes músicos del género, nombrados por la prensa como "Satánicos", pero que, en realidad, tiene diferentes motivos. La película se enfoca en lo previo, el inicio y el durante del género y la gente que ayudó a la creación del mismo.
Originalmente iba a ser lanzado el 20 de septiembre de 2009, pero finalmente se retrasó y fue lanzada el 4 de diciembre de 2009, en EE. UU.

## Entrevistados
- Gylve "Fenriz" Nagell (Músico, Darkthrone)
- Varg "Count Grishnackh" Vikernes (Músico, Burzum, Mayhem)
- Jan Axel "Hellhammer" Blomberg  (Músico, Mayhem)
- Olve "Abbath" Eikemo (Músico, Immortal)
- Harald "Demonaz" Nævdal (Músico, Immortal)
- Bjarne Melgaard (Artista visual)
- Kristoffer "Garm" Rygg (Músico, Ulver)
- Kjetil "Frost" Haraldstad (Músico, Satyricon, Gorgoroth, 1349, Keep of Kalessin)
- Bård "Faust" Eithun (Músico, Emperor, Ulver)

## Críticas
La película recibió un 59 por ciento de índice de audiencia por el sitio de crítica de cine Metacritic y un 50 por ciento en Rotten Tomatoes. Andrew O'Hehir de Salon Magazine llamó a la película como "crafty and compelling" ("hábil y atrayente"), Nick Pinkerton de The Village Voice dijo, "Los directores parecen encerrados dentro de la adoración al personaje. La última aparición de Varg se encuentra acompañada con una dramatización de un patio de escuela, y el título de la película es la traducción del cuarto disco de Burzum, Hvis lyset tar oss. [...] la película "llegó una década tarde, por lo que no agrega mucho." Mike Hale de The New York Times dijo "un documental absorbente y poco interesante... muestra el contexto del black metal noruego: claro y oscuro, liberal pero ultra conformista, cada vez más globalizado, en el cual estos jóvenes, tímidos, simpáticos y corteses hombres se sienten alienados y racialmente y culturalmente oprimidos."

## Lanzamiento
Variance Films obtuvieron los derechos en los Estados Unidos, y lanzaron la película en Nueva York el 4 de diciembre de 2009.  La película recaudó $7246 en una única sala la primera semana, la segunda mayor cantidad de dinero recaudada por sala por parte de una película (solo desplazada por Up: Una aventura de altura).